# 田代元湯

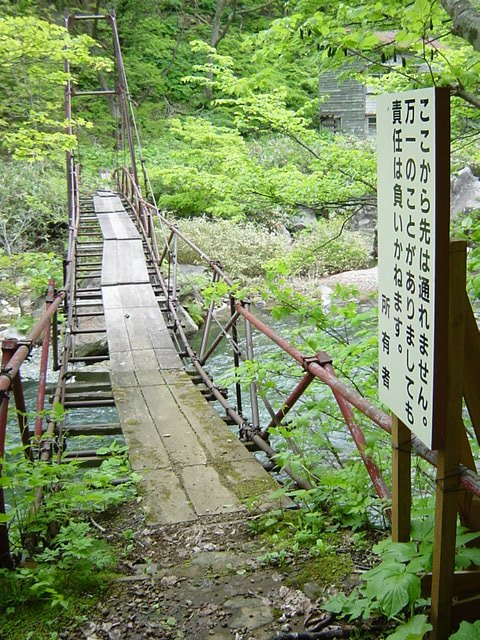
単管とワイヤーによる吊り橋と立て札

田代元湯（たしろもとゆ）は八甲田山中の駒込川沿いの青森県青森市駒込にかつてあった温泉。温泉の湧出は続いているが、宿泊施設は廃業している。

## 概要
かつて存在した宿泊施設は廃業し廃墟となっている。獣道同然である山道の通行及び、温泉への入浴はすべて自己責任となる。
現在は木製の露天風呂と岩風呂（露天）の二つの湯船と、辛うじて倒壊を免れたものの屋根の一部が損壊した木造の建物がひとつを残すのみの廃墟である。しかしながら現在でも湯量は豊富であり、地元の有志により清掃が行なわれているが不定期であるため常に入浴可能な状態ではない。
木製の湯船は清掃が容易であるが、岩風呂はメンテナンス性が悪く排水も完全にできないためヘドロと藻が完全に排出できず、少なくとも3～4人で取り掛からなければ困難である。また、奥深い自然の中であるため、ツキノワグマ、ニホンカモシカ、マムシ、ヤマカガシなどの警戒および、オオスズメバチ、キイロスズメバチ、ブユ、アブ、蚊、ダニなどの防護も必要である。
500mほど上流にある田代新湯（北緯40度42分36秒 東経140度54分18秒 / 北緯40.710013度 東経140.904935度）には無人の浴室があり日帰り入浴が可能であったが、現在は浴室の小屋が倒壊しており自力で清掃等をしないと入浴する事が出来なくなっている。

## 泉質
硫化水素芒硝泉（硫化水素芒硫泉）アルカリ性。源泉温度48℃。
褐色の豆腐のような沈殿物と濃い緑色の藻類が繁殖している。1週間から10日ほどで入浴に適さないほど汚れ、硫化水素のせいでドブのような臭いになる。また、落ち葉などの堆積物と温泉成分の沈殿で嫌気性菌やバクテリアの繁殖により衛生状態は悪い。

## 効能
リウマチ、神経痛、胃腸病、婦人病、糖尿病など

## 歴史
- 時期は不詳であるが、東津軽郡造道村桐野沢の太田茂助という者が、狩猟の折に出湯を発見し、「茂助湯」と呼ばれる[2]。
- 1791年（寛政3年）、洪水のため破壊されるが、後に修復される[2]。
- 田代元湯の小屋は明治時代に建てられた。1902年（明治35年）1月に発生した八甲田雪中行軍遭難事件において、行軍が目指したのは田代元湯から上流に位置する田代新湯の宿であった。行軍隊は遭難したが、本隊からはぐれた2名が田代元湯の小屋にたどり着き、厳冬の中を温泉を飲んでしのぎ、第六中隊の村松文哉伍長のみが2月3日捜索隊に発見され生還した[3]。
- 鉱山労働者の湯治として1963年（昭和38年）までにぎわう。
- 1967年（昭和42年）に建替えを行なっている。
- 1995年（平成7年）に宿泊施設が廃業し、廃湯となる。
- 駒込ダムの建設が進んでおり、2018年（平成30年）頃にはダムに沈むといわれている[注 1]。
- 2012年6月以降、最後の渡河のための吊り橋が倒壊状態で、基本的に到達不可状態となっている。
- 2015年9月25日放送の『所さんの学校では教えてくれないそこんトコロ!』の番組企画で、お笑い芸人で温泉ソムリエのスギちゃんが入湯した[5]。
- 2017年9月10日　手前の吊り橋が落橋し、到達はほぼ不可能になった[疑問点 – ノート]。

### 旅館
田代元湯が賑わっていた頃は計6軒の旅館があった。そのうちの一軒「千葉館」の経営者は、後に雪中行軍遭難記念像の麓で「銅像茶屋」を経営するに至った。
最後まで残っていた「やまだ館」は電気も電話も無い一軒宿で、当時の交通手段は県道40号線に車を停めて徒歩で30分以上掛かる場所にあり、食料品などは山道を人力で運んでいた。そのため周囲の温泉宿よりも1,000円ほど宿泊料が高かったとされる。営業期間は5月～10月末までであった。
やまだ館は1995年に廃業した。その後施設は特に撤去もされないまま放置されていたが、2003年（平成15年）から2004年（平成16年）に主な建物および内湯が倒壊し、残っていた母屋の一部も2005年（平成17年）から2007年（平成19年）の大雪で全壊した。
さらに2011年（平成23年）から2012年（平成24年）の豪雪により、残っていた2階建ての木造建屋および奥の湯船の柱部分が半壊した。そこへ到達するための単管パイプの橋（小）が雪の重みで歪曲して渡河危険な状態になったほか、最後の単管＋ワイヤーの吊り橋も素人では回復不可能な状態にまで破損して渡河不可能となった。

## ギャラリー

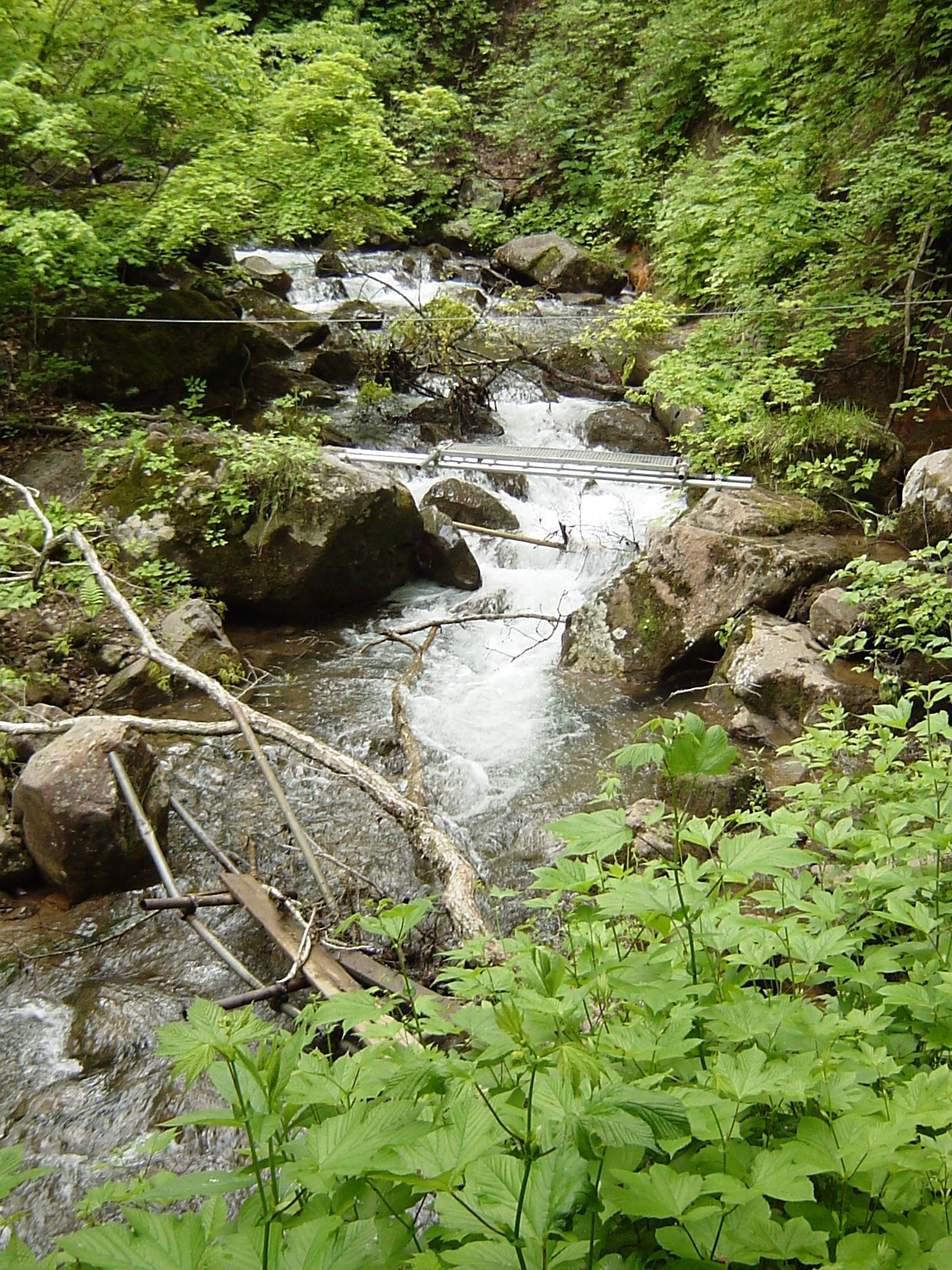
最初に渡る橋。
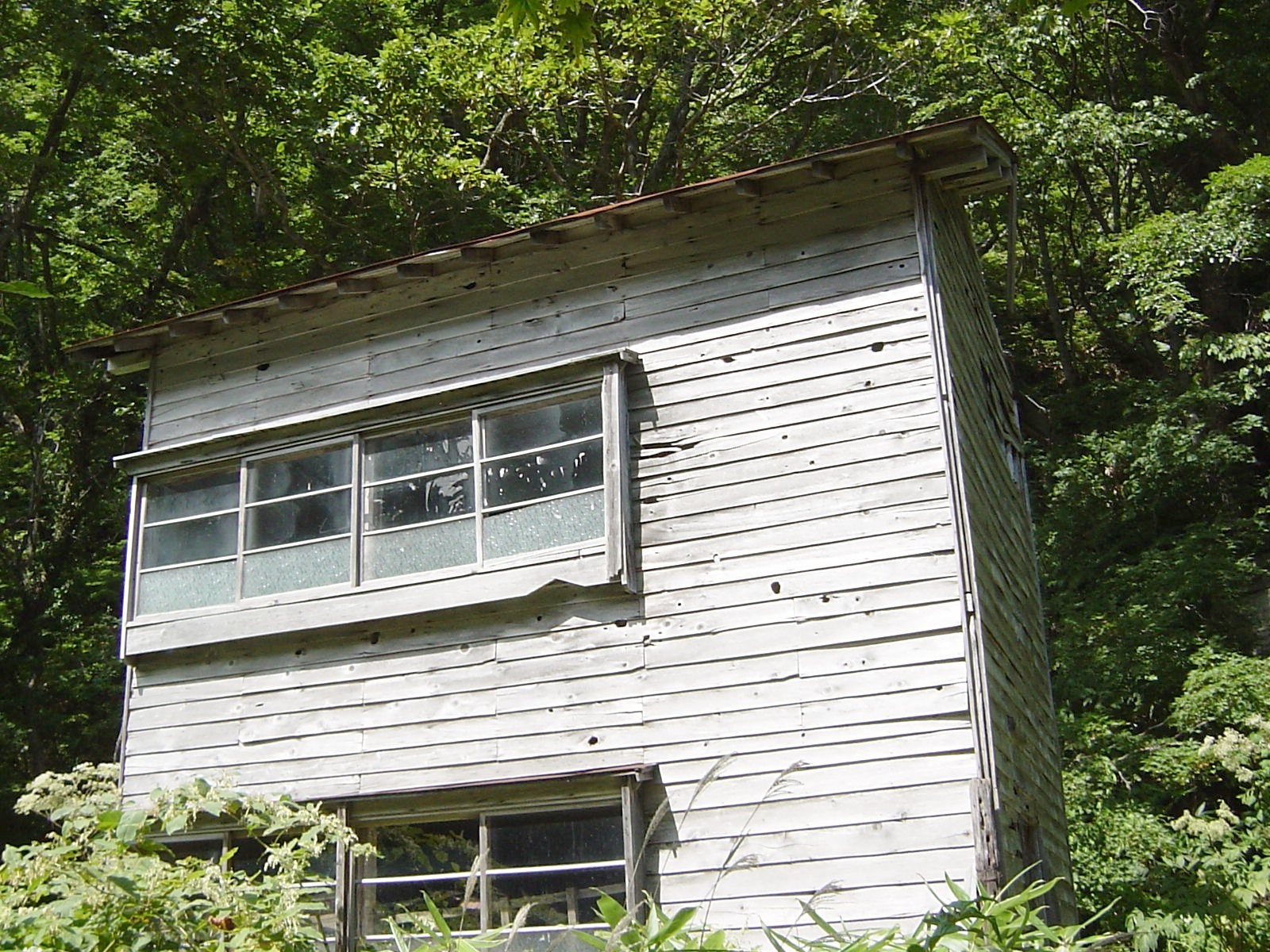
現在も残る唯一の建物。屋根の一部が損壊している。
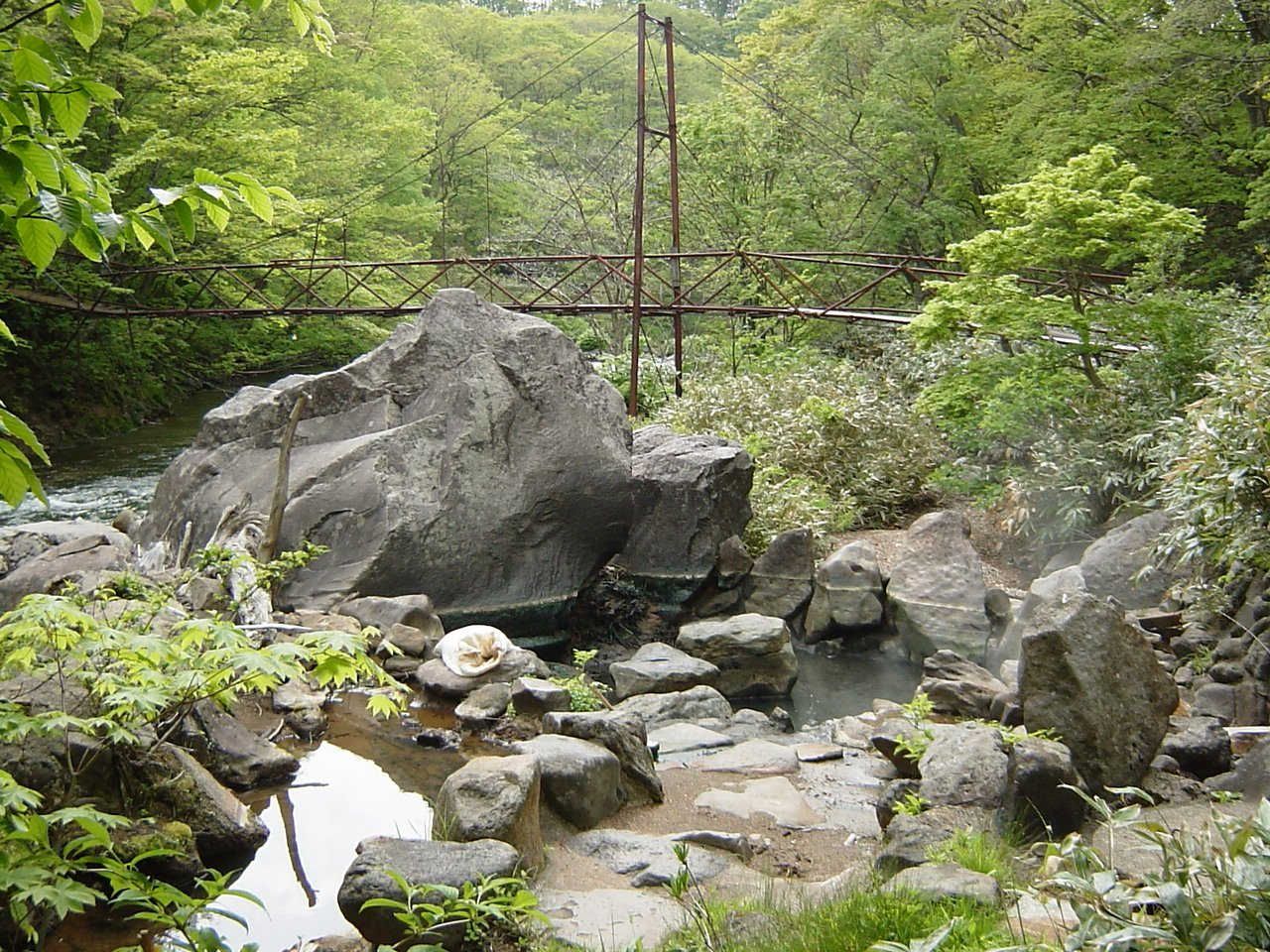
清掃が困難な岩風呂。こちらもパイプを抜いて排水できるが、深さ10センチほどお湯が残る。
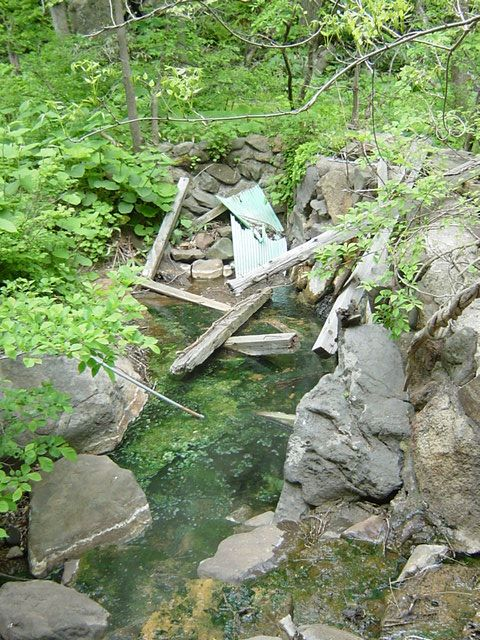
倒壊した残骸が散乱する打たせ湯と思われる場所。現在も手が付けられていない。
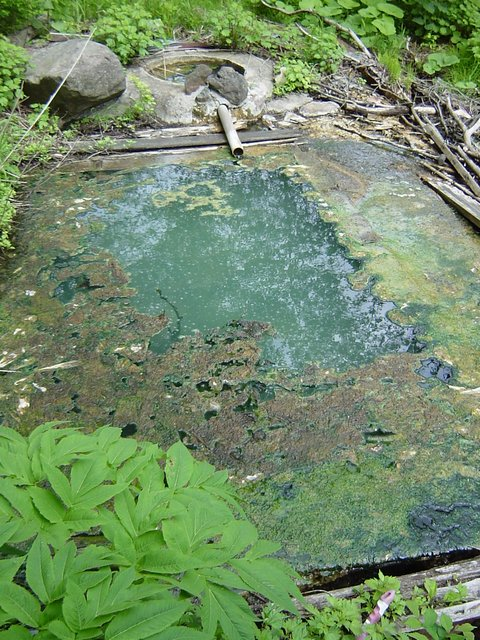
倒壊寸前の建物の前にある内湯だった場所。現在も手が付けられていない。
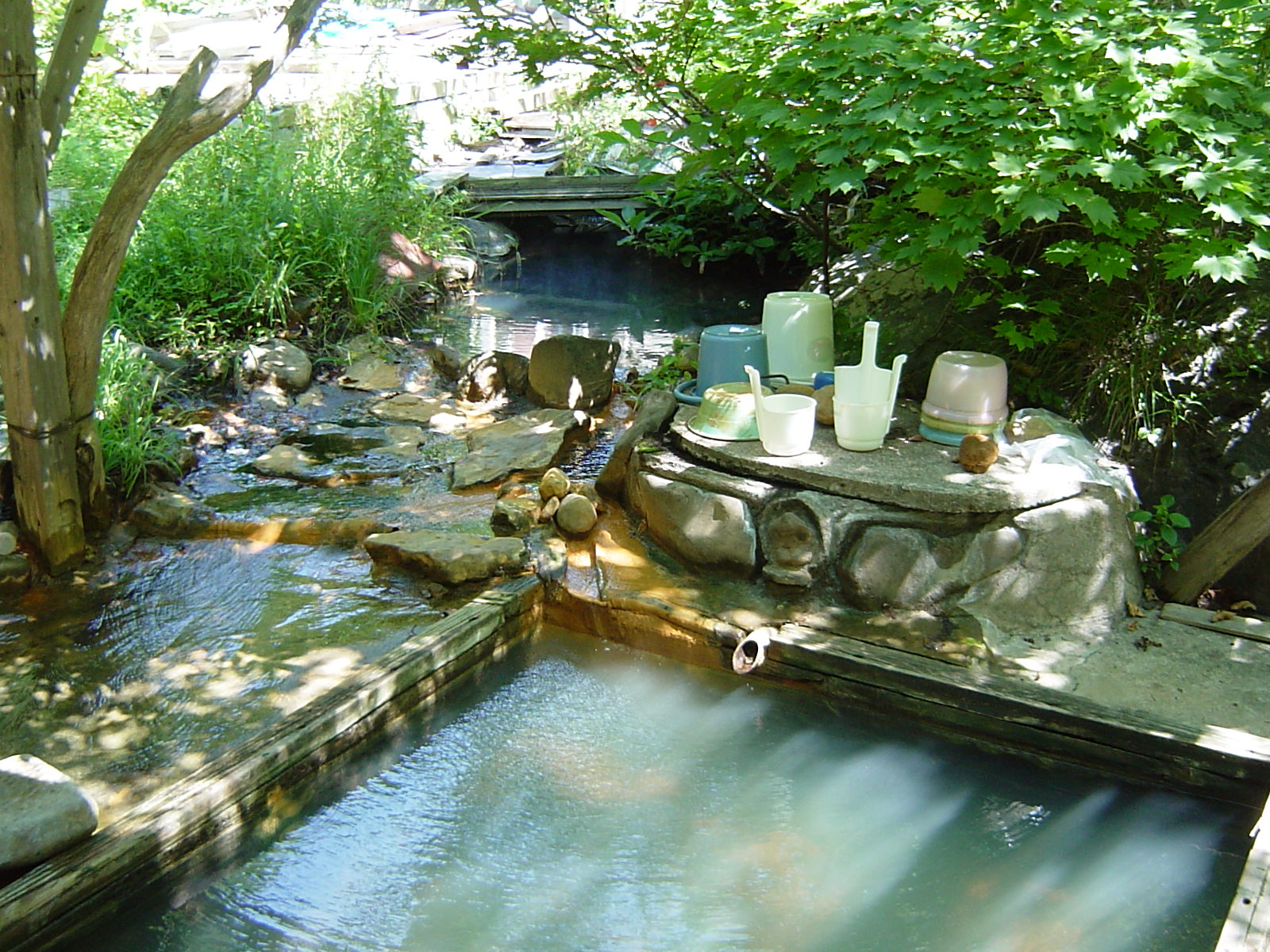
湯の切替を行なう給湯口。布と小石で堰き止める。
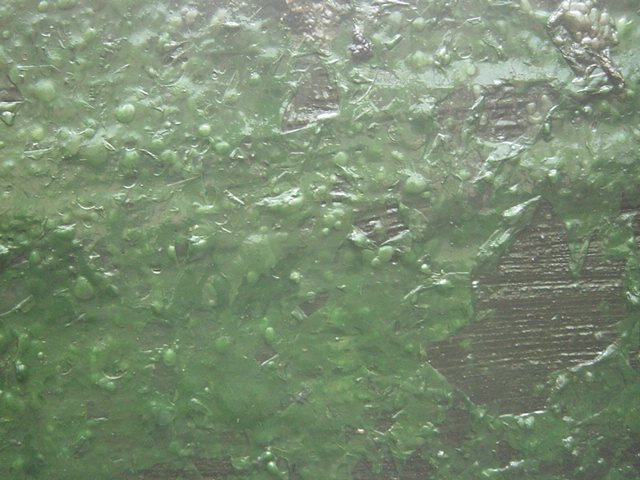
湯船に貼り付いた藻類の一種。
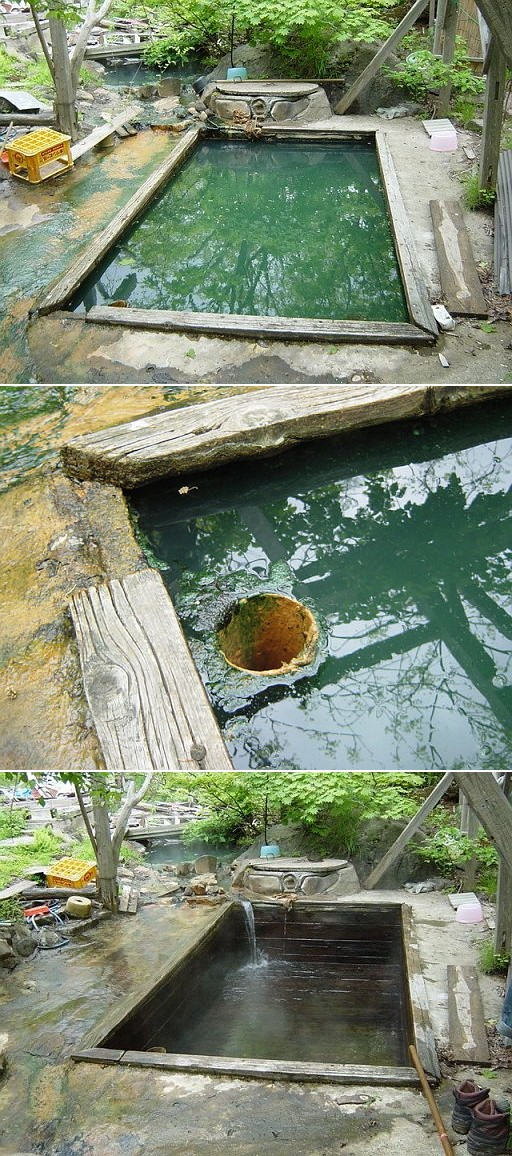
清掃はパイプを引き抜いて排水し、備え付けの用具で行なう。
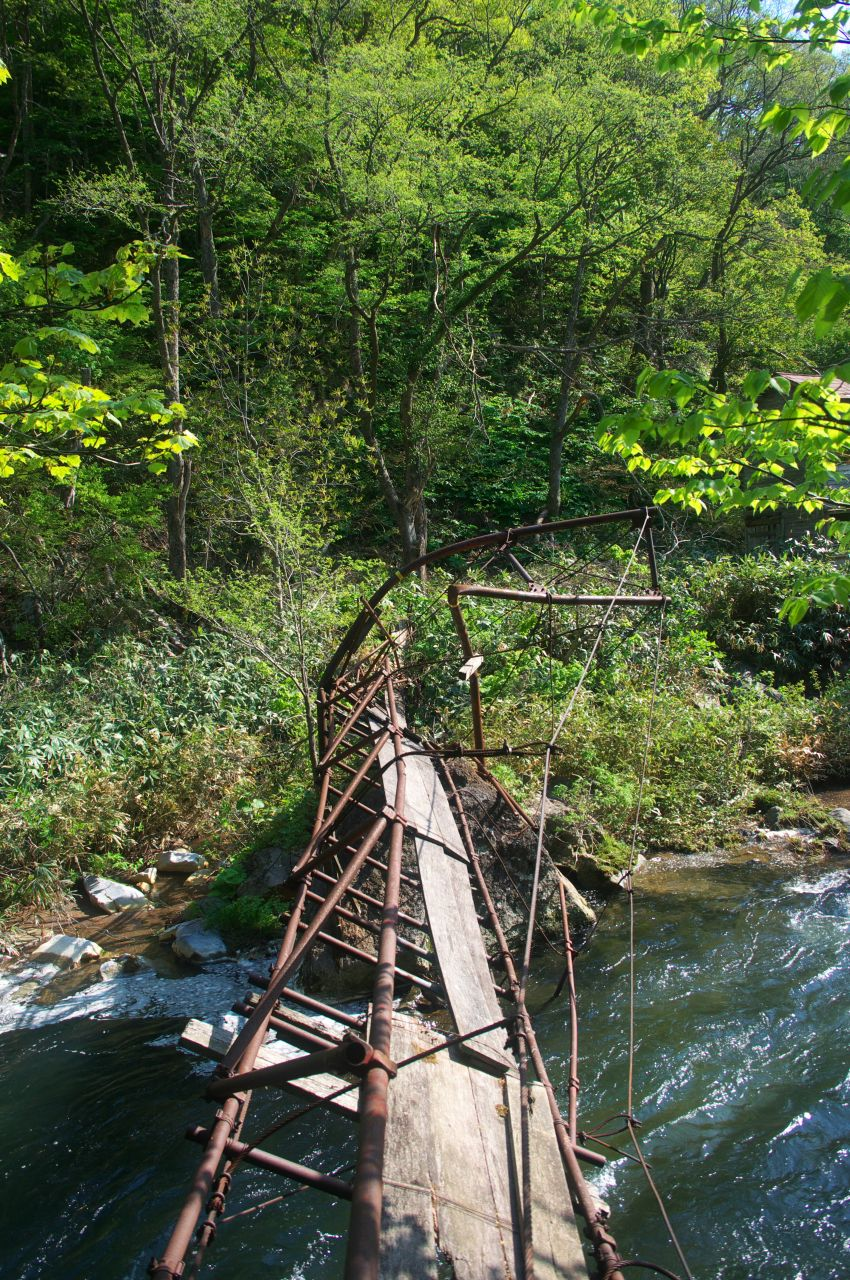
最後の渡河の為の吊り橋は、2017年9月10日に落橋。 現在は何も残っていない。

## 交通
- 自家用車
  - 環状7号線の筒井交差点から県道40号線で南へ。山間部を走り銅像茶屋（後藤房之助伍長銅像あり）の先、約1キロのところに駒込ダムの工事用車両入口がある。以前はここから車で入り、徒歩で向かうことができたが、2022年以降、一般車両は通行ができなくなった。